# Sabine Richter
Sabine Richter, po mężu Buß (ur. 18 lipca 1966 we Frankfurcie nad Menem) – niemiecka lekkoatletka specjalizująca się w krótkich biegach sprinterskich, uczestniczka letnich igrzysk olimpijskich w Seulu (1988). W czasie swojej kariery reprezentowała również Republikę Federalną Niemiec.

## Sukcesy sportowe
- brązowa medalistka mistrzostw RFN w biegu na 100 m – 1988
- brązowa medalistka mistrzostw Niemiec w biegu na 100 m – 1991[1]
- złota medalistka halowych mistrzostw RFN w biegu na 100 m – 1989
- brązowa medalistka halowych mistrzostw Niemiec w biegu na 60 m – 1991[2]

| Rok  | Miasto | Zawody                    | Konkurencja        | Wynik         |
| ---- | ------ | ------------------------- | ------------------ | ------------- |
| 1988 | Seul   | Igrzyska olimpijskie      | sztafeta 4 × 100 m | 4. miejsce    |
| 1989 | Haga   | Halowe mistrzostwa Europy | bieg na 60 m       | 6. miejsce    |
| 1991 | Tokio  | Mistrzostwa świata        | sztafeta 4 × 100 m | brązowy medal |

## Rekordy życiowe
- bieg na 60 metrów (hala) – 7,31 – Haga 18/02/1989
- bieg na 100 metrów – 11,49 – Seul 24/09/1988